# Donya-ye divane divane divane
Pour plus de détails, voir Fiche technique et Distribution.
Donya-ye divane divane divane (en persan دنیای دیوانه دیوانه دیوانه, titre signifiant « Le Monde fou, fou, fou ») est un court métrage d'animation iranien réalisé par Noureddin Zarrinkelk en 1975. C'est un dessin animé en noir et blanc fantastique et allégorique, qui met en scène les relations entre les continents de la Terre personnifiés.

## Synopsis
Le film met en scène un planisphère de la Terre. Sur l'air de Psyché Rock (tiré de la Messe pour le temps présent de Pierre Henry et Michel Colombier), les continents et les îles s'animent les uns après les autres en prenant la forme d'animaux variés (chiens, poules, coqs, souris, etc.), et commencent à se disputer entre eux : ils aboient, jappent, piaillent, rugissent, s'agressent, se mordent, s'entredévorent, jusqu'à ce que la planète entière soit en plein chaos. Les continents parviennent toutefois à se réconcilier à la fin.

## Fiche technique
- Titre original : دنیای دیوانه دیوانه دیوانه (Donya-ye divane divane divane)
- Réalisation : Noureddin Zarrinkelk
- Scénario : Noureddin Zarrinkelk
- Image : Noureddin Zarrinkelk
- Société de production : Institut iranien pour le développement intellectuel des enfants et des jeunes adultes (Kanoon)
- Durée : 3-4 minutes
- Pays :  Iran
- Langue : persan
- Format : 35 mm, noir et blanc
- Date de sortie : 1975

## Distinctions
Le court métrage remporte plusieurs prix à travers le monde. En 1977, il reçoit le Premier prix du scénario au Festival international du film de Salonique, en Grèce. La même année, il remporte un Prix d'argent au Festival international du film d'Espinho au Portugal. La même année encore, il remporte un « Plate of Honour » au Festival international du film du Caire en Égypte. Toujours en 1977, il reçoit le Premier prix du scénario au Festival international du film d'Oberhausen en Allemagne. Enfin, il reçoit un Diplôme d'honneur au Festival international du film de Paris. En 2000, le court métrage reçoit le prix « Jewell of the 20th Century ».